# La Roque-Alric
La Roque-Alric [la ʁɔk alʁik] ist eine französische Gemeinde im Département Vaucluse in der Region Provence-Alpes-Côte d’Azur. Sie gehört zum Kanton Vaison-la-Romaine im Arrondissement Carpentras.

## Geografie

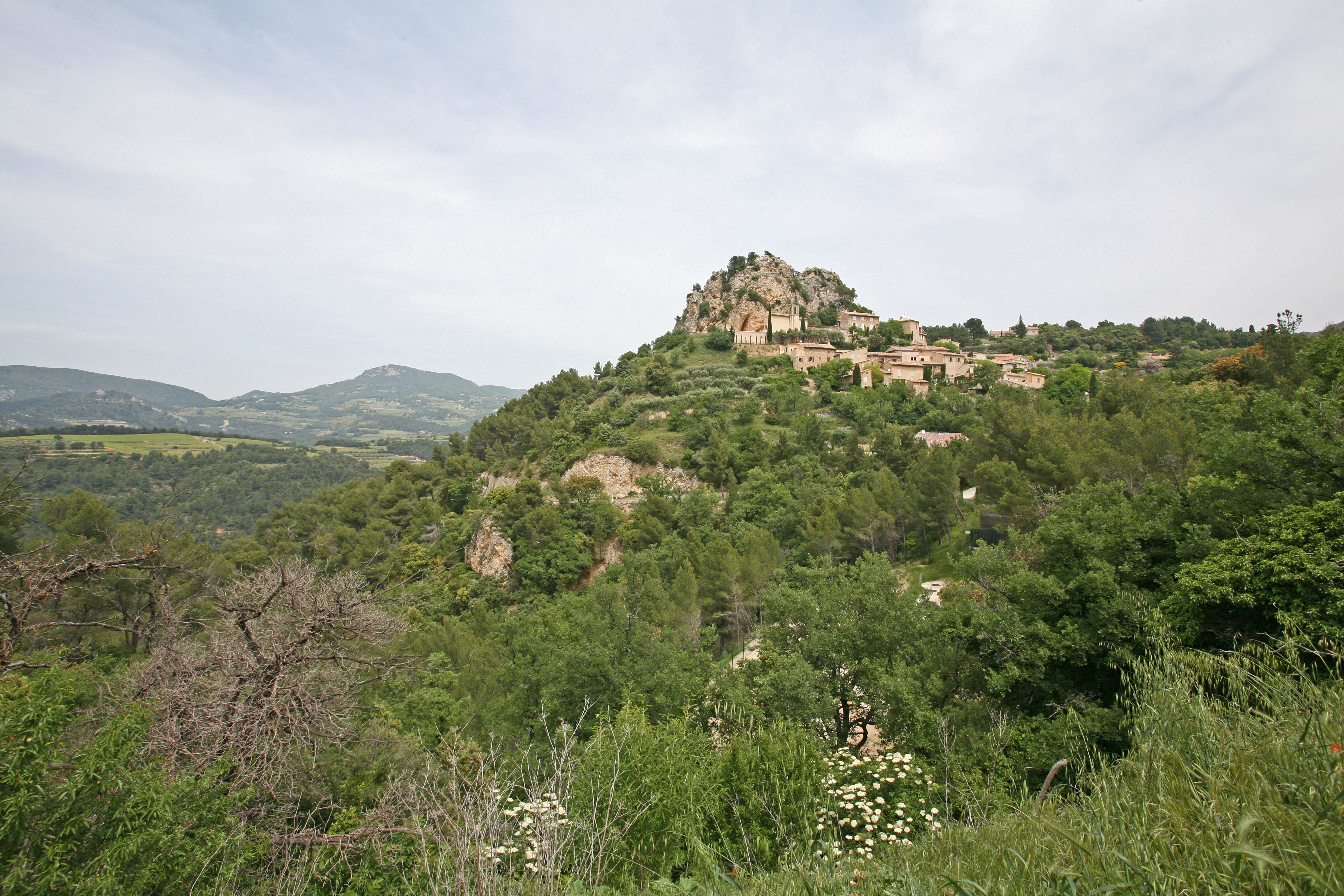
Landschaft um La Roque-Alric

Das kleine südfranzösische Dorf mit 51 Einwohnern (Stand 1. Januar 2022) liegt im Herzen der Dentelles de Montmirail auf einer Höhe von 150 bis 517 Meter am Hang des Kalkfelsens Massif de La Roque-Alric.
Die Gemeinde befindet sich an der Departementsstraße D 90a, einer sehr schmalen, gewundene Straße, die im Westen bei der Ortschaft Lafare beginnt, dann den Berg bei La Roque-Alric erklimmt und im Osten in Le Barroux endet. Die Straße, die als eine der schönsten in der Provence gilt, ermöglicht einen eindrücklichen Ausblick auf die Dentelles de Montmirail.
Das Klima ist mediterran geprägt, allerdings kann es frisch werden, sobald der Mistral bläst.

## Geschichte
Aus prähistorischer Zeit und der Antike sind keine Spuren vorhanden. Erwähnung findet La Roque-Alric erst im Jahre 1264, als das Lehen der Familie Agoult an Latil II, de Mormoiron, Herr von Modena überging.
Die Modena-Mormoiron (Modène-Mormoiron) hielten das Lehen bis zum 15. Jahrhundert, dann ging es durch Heirat an die Herren von Venasque und Raymond. Letztere waren eine bekannte Adelsfamilie im Comtat Venaissin (Grafschaft Venaissin). 1566 verkaufte Truffemont de Raymond die Hälfte davon an Helen des Isnards, Herr von Malaucène, und vermachte den anderen Teil seiner Tochter Antoinette, Gattin von Jean de Chaza. Das Ehepaar De Chaza verkaufte seinen Anteil 1616 an François de Raffelis.
1720 wurde die Provence von der letzten Pestwelle Westeuropas heimgesucht. Die Seuche traf auch das Comtat Venaissin, wobei sich La Roque-Alric an der nördlichsten Grenze des Ausbreitungsgebietes befand.

### Wappen
Blasonierung: In Silber ein azurblaues Wiederkreuz bewinkelt von vier schwarzen Hermelinen.

### Bevölkerungsentwicklung
| Jahr      | 1800 | 1851 | 1901 | 1921 | 1962 | 1968 | 1975 | 1982 | 1990 | 1999 | 2009 | 2017 |
| --------- | ---- | ---- | ---- | ---- | ---- | ---- | ---- | ---- | ---- | ---- | ---- | ---- |
| Einwohner | 79   | 151  | 71   | 40   | 42   | 33   | 36   | 52   | 59   | 54   | 71   | 51   |

## Weinbau

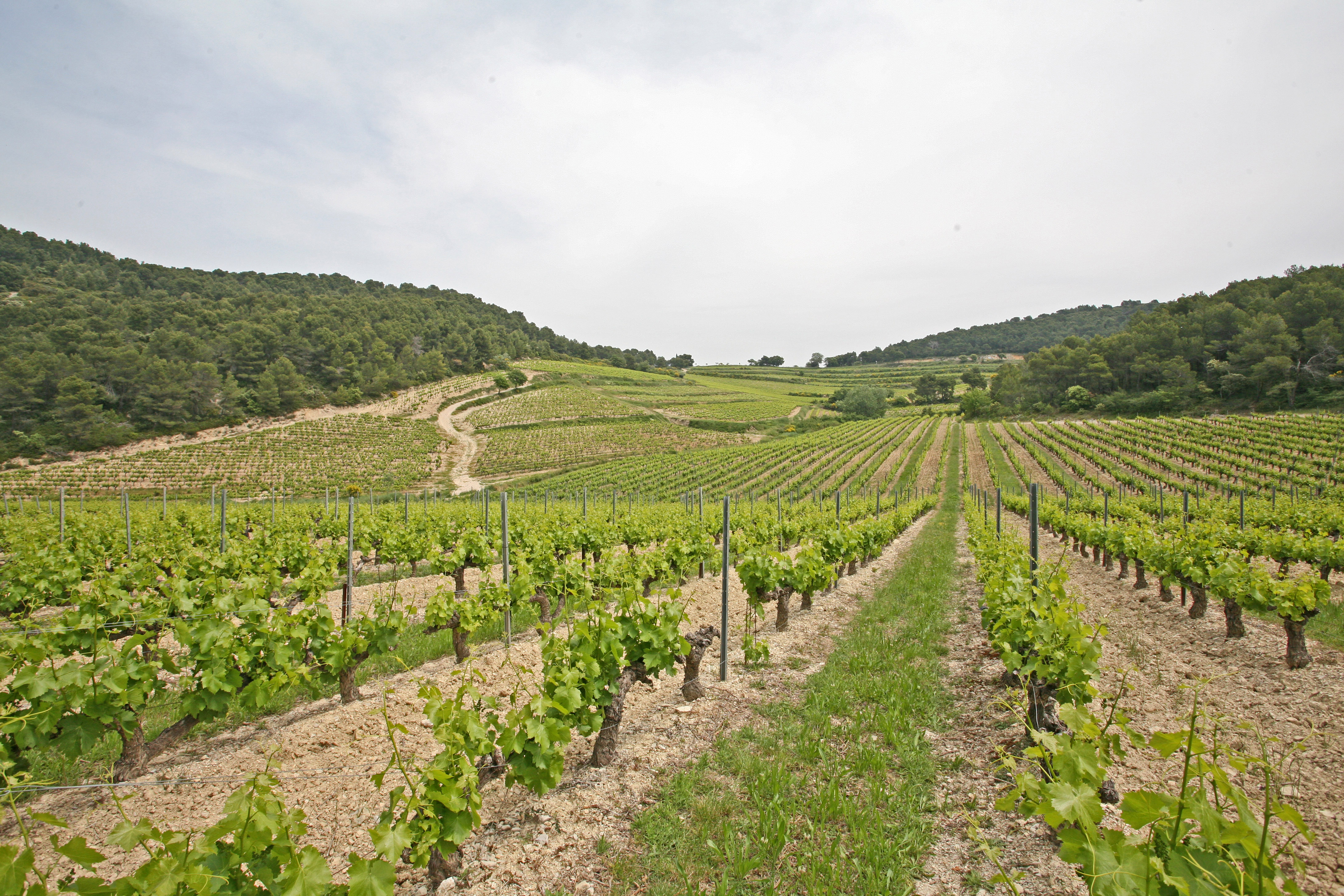
Weinberge in der Gemeinde La Roque-Alric

Das Gemeindegebiet ist Teil des Weinbaugebietes Côtes-du-Rhône, und dies in privilegierter Lage. Neben der Herkunftsbezeichnung (Appellation) Côtes-du-Rhône AOC darf La Roque-Alric seine qualifizierten Weine (vorwiegend Rotweine), wie die benachbarten Gemeinden Beaumes-de-Venise, Lafare und Suzette, unter der enger gefassten Appellation Beaumes-de-Venise AOC vermarkten. Zudem wird vor Ort auch der weiße Süßwein Muscat de Beaumes-de-Venise vinifiziert.

## Sehenswürdigkeiten
- Dorfbild mit seiner Hanglage, die an einen Krippenaufbau erinnert
- Kirche Saint-Pierre, die zuoberst am Felsen über das Dorf thront

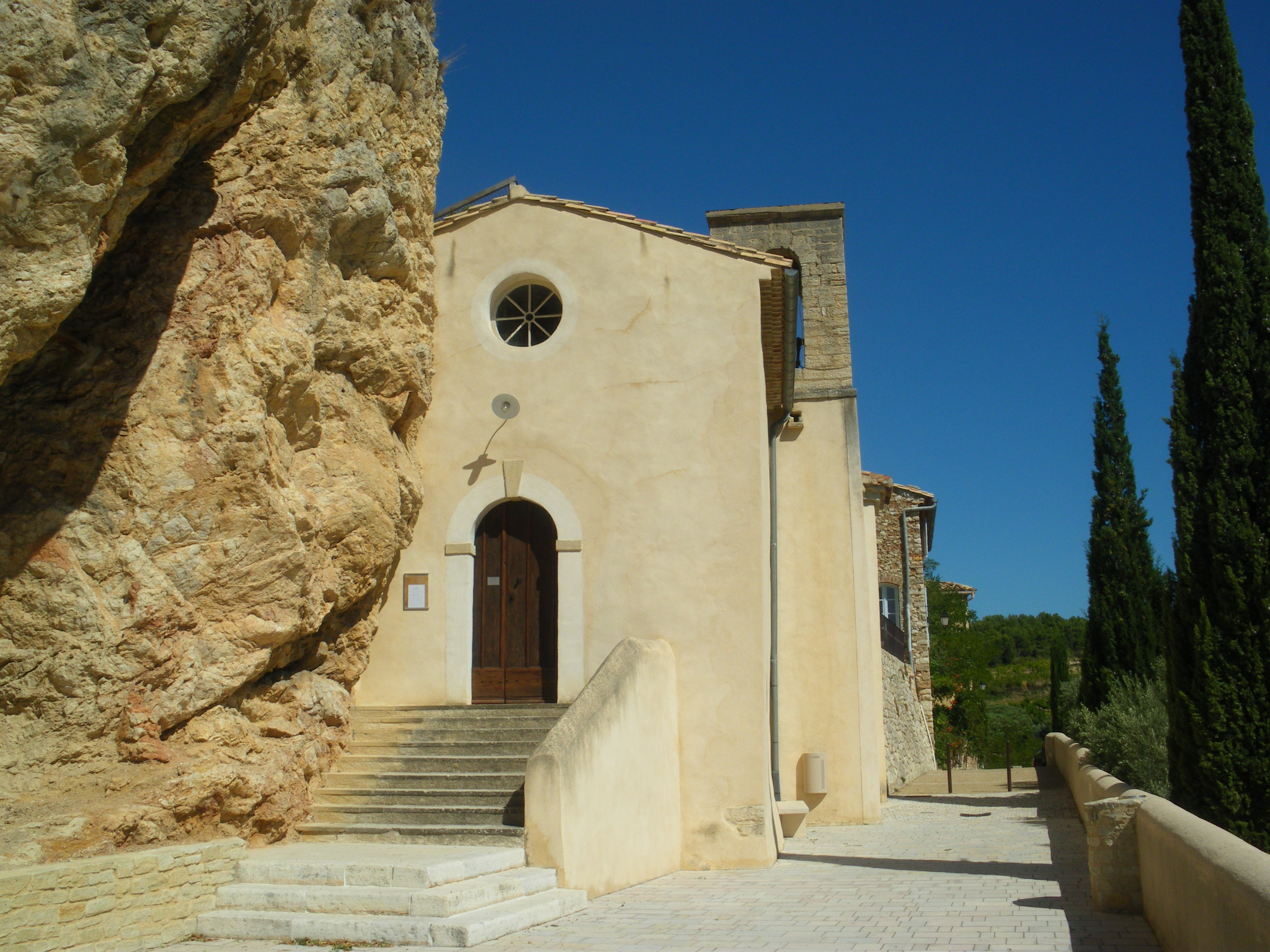
Kirche Saint-Pierre
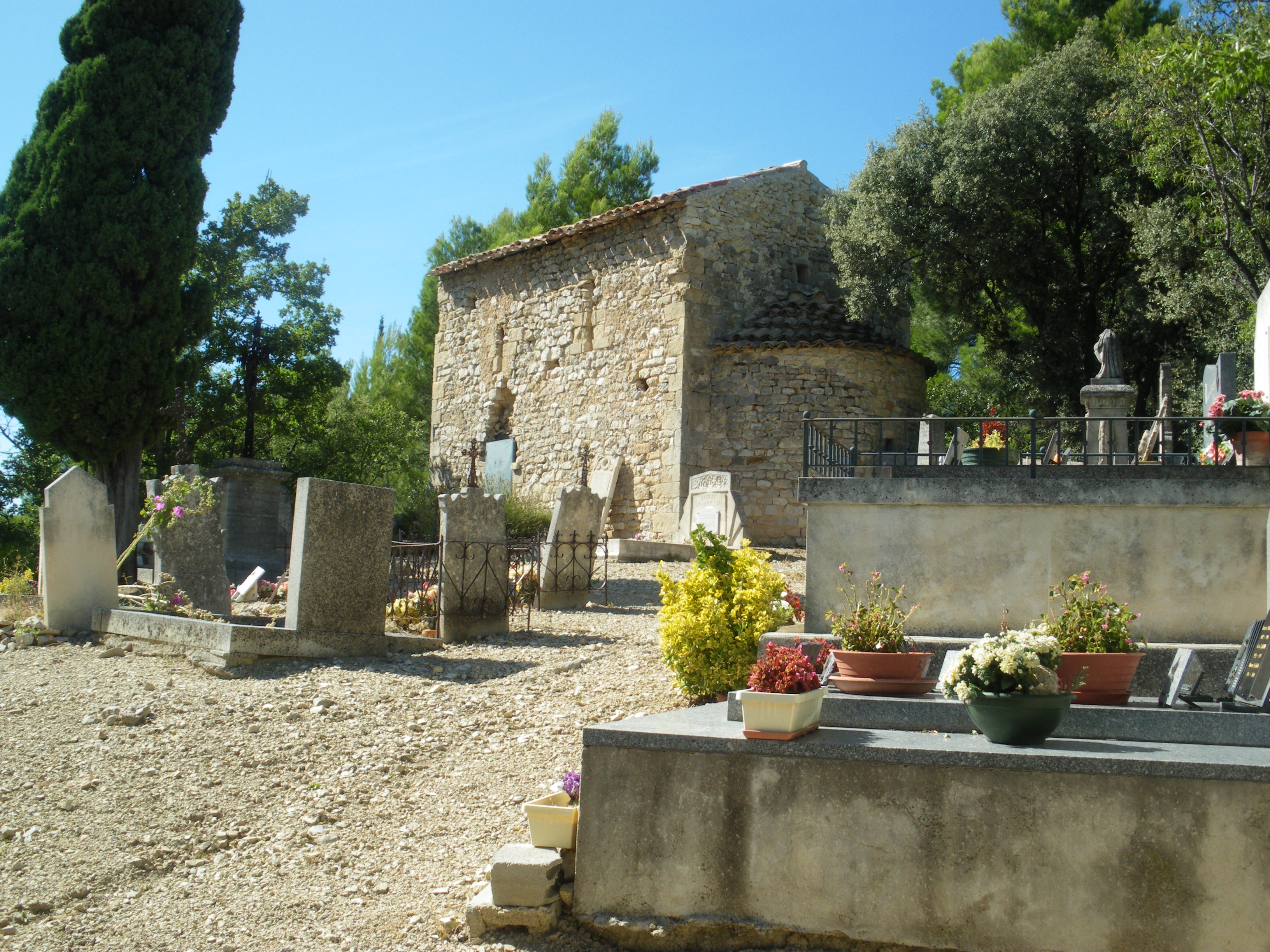
Kapelle Saint-Michel (erbaut zwischen 1060 und 1120) mit Friedhof
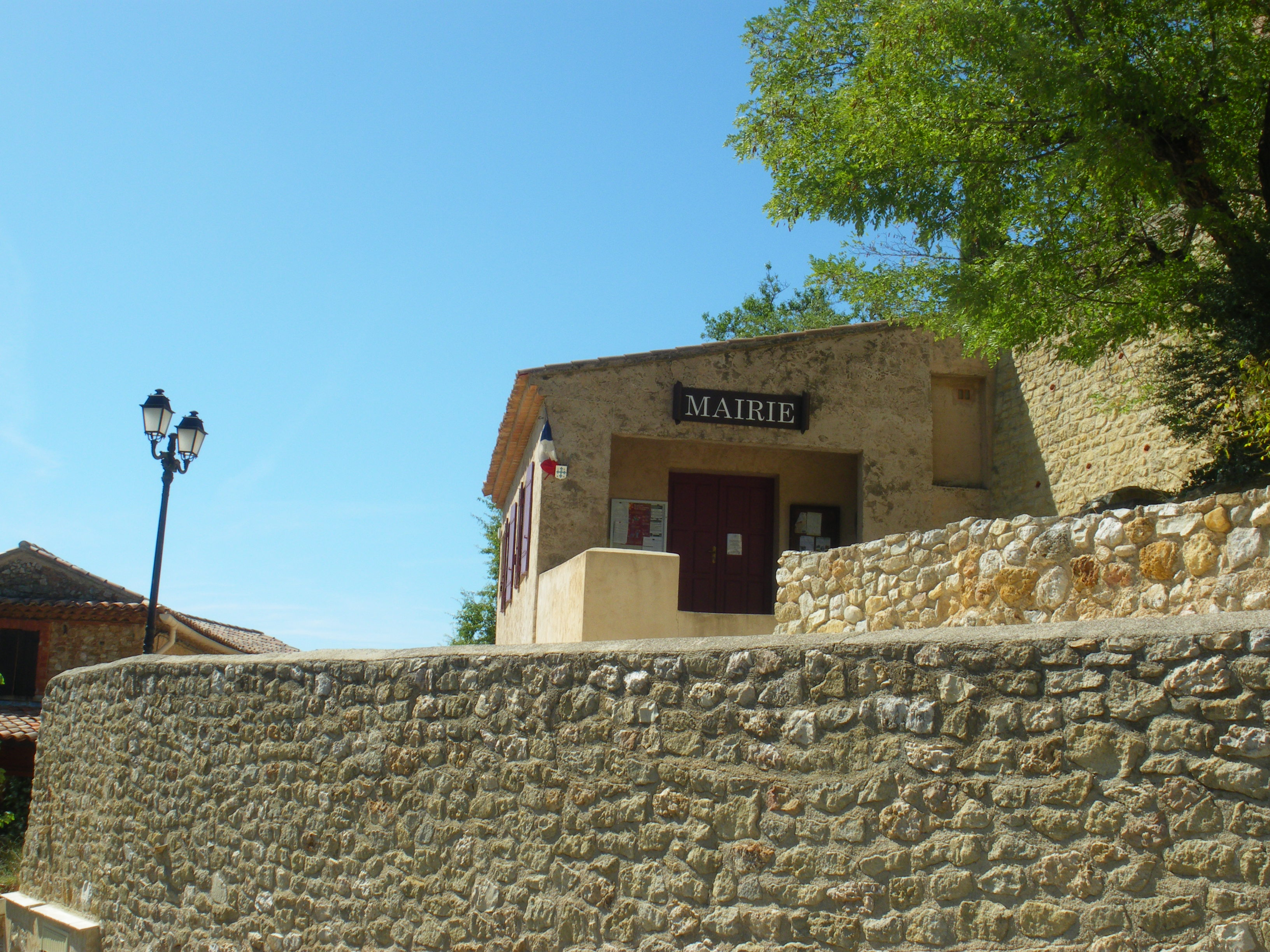
Mairie (Gemeindehaus)